# Alexander Walke
Alexander Walke est un footballeur allemand, né le 6 juin 1983 à Oranienbourg qui évolue au poste de gardien de but.

## Biographie
Il commence sa carrière de footballeur au club de sa ville natale, le Oranienburger Eintracht. Puis à 14 ans, il part au club du FC Energie Cottbus. En 1999, il rejoint le club du Werder Brême pour jouer avec l'équipe des jeunes puis l'équipe réserve du club. 
Grâce à de bonnes performances, il est convoqué pour jouer avec les moins de 20 ans puis avec les Espoirs allemands. 
Alexander est ainsi appelé pour disputer la Coupe du monde des moins de 20 ans  en 2003. Il dispute tous les matchs de poules. L'Allemagne ne parvient pas à se qualifier pour la phase finale de la compétition. À la suite de tests réalisés pendant la compétition il est déclaré positif au tétrahydrocannabinol (molécule contenue dans le cannabis). Il est suspendu pendant sept mois et reçoit une amende de 10 000 francs suisses.
Après avoir passé six ans à Brême, il décide de rejoindre le SC Fribourg en 2.Bundesliga où il reste trois ans. En 2008, il part pour un autre club de 2.Bundesliga, le SV Wehen Wiesbaden, qu'il quitte à la fin de la saison 2008-2009. 
Le 28 mai 2009, il signe un contrat de deux ans avec le FC Hansa Rostock. Il connaît alors son troisième club en deux ans. Après seulement une saison il part en Autriche et signe un contrat avec le tenant du titre : le Red Bull Salzbourg. Il est ensuite envoyé en prêt au club allemand du Greuther Fürth où il joue 16 matchs.

## Palmarès
- Championnat d'Autriche : 2012, 2014, 2015, 2016, 2017 et 2018
- Coupe d'Autriche : 2015, 2016 et 2019

## Vie privée
Alexander Walke s'est marié en 2009 et a deux enfants.